# (37612) 1993 FJ37
1993 FJ37 (asteroide 37612) é um asteroide da cintura principal. Possui uma excentricidade de 0.10043470 e uma inclinação de 8.46142º.
Este asteroide foi descoberto no dia 19 de março de 1993 por UESAC em La Silla.